# Michael Gufler
Michael Gufler (* 24. März 1979 in Meran) ist ein ehemaliger italienischer Skirennläufer. Die stärksten Disziplinen des Südtirolers waren der Riesenslalom und der Super-G; er startete aber auch in der Abfahrt und der Kombination.

## Biografie
Im März 1995 bestritt Gufler sein erstes FIS-Rennen. Seit Dezember 1998 startet er im Europacup. Am 8. und 9. Dezember 2001 feierte er seine ersten Europacupsiege bei zwei Riesenslaloms in Damüls. In der Saison 2005/06 gewann er weitere fünf Rennen und damit die Europacup-Gesamtwertung sowie die Riesenslalomwertung. 2002, 2003 und 2011 wurde er Militär-Weltmeister im Riesenslalom, 2008 gewann er die Silbermedaille.
Am 5. Januar 2002 kam Gufler beim Riesenslalom in Adelboden erstmals im Weltcup zum Einsatz. Seine ersten Weltcuppunkte holte er drei Wochen später mit Platz 25 im Super-G von Garmisch-Partenkirchen. Beim Riesenslalom von Yongpyong am 1. März 2003 erreichte er als Zehnter sein bisher bestes Weltcupergebnis. Während der nächsten Jahre konnte er dieses Ergebnis nicht bestätigen, er fuhr nur selten unter die schnellsten 20. Erst in der Saison 2009/10, seit der er im Weltcup nur noch im Riesenslalom startet, erreichte er wieder mehrere Top-15-Resultate und zu Saisonende mit Platz elf in Garmisch-Partenkirchen das zweitbeste Weltcupergebnis seiner Karriere. Diese Resultate konnte er aber im nächsten Winter, in dem er nur einmal unter die schnellsten 20 fuhr, nicht wiederholen. Im Weltcup fuhr er letztmals im Januar 2012, danach bestritt er noch zwei Jahre lang verschiedene FIS-Rennen.
Bei seiner einzigen Weltmeisterschaftsteilnahme 2003 in St. Moritz belegte er in der Kombination Rang 18 und im Super-G Rang 25. 2003 und 2008 wurde er italienischer Meister im Riesenslalom.

## Erfolge

### Weltmeisterschaften
- St. Moritz 2003: 18. Kombination, 25. Super-G

### Weltcup
- 1 Top-10-Platzierung, weitere dreimal unter den schnellsten 15

### Weltcupwertungen
| Saison  | Gesamt | Gesamt | Super-G | Super-G | Riesenslalom | Riesenslalom | Kombination | Kombination |
| Saison  | Platz  | Punkte | Platz   | Punkte  | Platz        | Punkte       | Platz       | Punkte      |
| ------- | ------ | ------ | ------- | ------- | ------------ | ------------ | ----------- | ----------- |
| 2001/02 | 139.   | 6      | 41.     | 6       | -            | -            | –           | –           |
| 2002/03 | 91.    | 46     | 39.     | 20      | 38.          | 26           | –           | –           |
| 2003/04 | 82.    | 64     | 30.     | 30      | 35.          | 34           | –           | –           |
| 2004/05 | 122.   | 16     | 37.     | 16      | –            | –            | –           | –           |
| 2005/06 | 115.   | 19     | 33.     | 19      | –            | –            | –           | –           |
| 2006/07 | 104.   | 34     | 33.     | 18      | 36.          | 16           | –           | –           |
| 2007/08 | 109.   | 28     | -       | -       | 56.          | 4            | 36.         | 4           |
| 2009/10 | 76.    | 76     | -       | -       | 19.          | 76           | -           | -           |
| 2010/11 | 118.   | 23     | -       | -       | 35.          | 23           | -           | -           |
| 2011/12 | 126.   | 8      | -       | -       | 44.          | 8            | -           | -           |

### Europacup
- Saison 2001/02: 3. Gesamtwertung, 3. Riesenslalomwertung
- Saison 2005/06: 1. Gesamtwertung, 1. Riesenslalomwertung, 3. Super-G-Wertung, 3. Kombinationswertung
- Saison 2008/09: 3. Riesenslalomwertung
- 16 Podestplätze, davon 8 Siege:

| Datum            | Ort          | Land       | Disziplin    |
| ---------------- | ------------ | ---------- | ------------ |
| 8. Dezember 2001 | Damüls       | Österreich | Riesenslalom |
| 9. Dezember 2001 | Damüls       | Österreich | Riesenslalom |
| 27. Januar 2006  | Les Menuires | Frankreich | Riesenslalom |
| 9. Februar 2006  | La Molina    | Spanien    | Riesenslalom |
| 10. Februar 2006 | La Molina    | Spanien    | Riesenslalom |
| 21. Februar 2006 | Madesimo     | Italien    | Riesenslalom |
| 17. März 2006    | Zauchensee   | Österreich | Riesenslalom |
| 7. Februar 2008  | Jasná        | Slowakei   | Riesenslalom |

### Weitere Erfolge
- Italienischer Meister im Riesenslalom 2003 und 2008
- Militär-Weltmeister im Riesenslalom 2002, 2003 und 2011
- 21 Siege in FIS-Rennen